# Транспортный эшелон
Транспортный эшелон — общее название транспортных средств (автомобилей для перевозки (перебросок) личного состава) пехоты РККА, в их боевых и предбоевых порядках, периода Великой Отечественной войны.

## История
Ранее в Русской императорской армии эшелон (фр. echelon — уступ, ступенька), в военном деле, да и сейчас — боевой и походный порядок формирований, при котором расположение его составных частей произведено в глубину, на некотором расстоянии друг от друга, или уступами, а не по фронту то есть, при котором второй эшелон располагается в глубину или уступом за первым, третий за вторым и так далее. Также при совершении марша, ранее — походных движениях мирного времени, каждая войсковая часть делилась на эшелоны, выступающие один после другого через день.
В период Великой Отечественной войны к месту боя советские моторизованные части доставлялись автотранспортом как можно ближе к противнику. Для ведения боя моторизованные стрелковые формирования спешивались. Момент спешивания личного состава определял командир формирования исходя из обстановки. После спешивания транспортный эшелон (автотранспорт) следовало по возможности отводить в укрытия по другой военной дороге (колонному пути), избегая встречного движения.
По мере продвижения спешенных стрелковых формирований, транспортный эшелон, продвигался за ними «скачками», от укрытия к укрытию. Командир транспортного эшелона отдавал распоряжение о движении эшелона, не ожидая приказания старшего командира (начальника).
Спешенные стрелковые формирования и транспортный эшелон поддерживали между собой непрерывную зрительную связь, для чего от транспортного эшелона выставлялись наблюдатели.